# Palazzo della Banca Commerciale Italiana (Torino)
Il Palazzo della Banca Commerciale Italiana è un edificio storico di Torino che occupa l'angolo fra la via dell'Arsenale e la via Santa Teresa. Fu completato nel 1901 su progetto dell'ingegner architetto Angelo Santonè (1852-1908) come sede delle filiale torinese della Banca Commerciale Italiana.

## Storia
La via dell'Arsenale nasce nel 1659 quando Carlo Emanuele II ordina di trasferire le fonderie dei cannoni e le relative dipendenze dalla zona del Castello intorno alla strada che si prolungava oltre la via San Tommaso: il nuovo tratto prese quindi il nome di via dell'Arsenale. L'edificio viene poi sostituito sotto Carlo Emanuele III da una piccola cittadella militare dedicata alla produzione di armi il cui progetto viene approvato nel 1736.
 
La via rimane chiusa da una cancellata di ferro che viene rimossa nel 1847; nonostante l'apertura la via rimane però isolata dal tessuto cittadino per molti anni e risulta occupata da residenze di famiglie aristocratiche a cui si aggiungono i primi palazzi degli istituti bancari (Banca Nazionale del Regno, 1858, poi Banca d'Italia dal 1893) e di imprese di servizi (Società Elettrica Alta Italia, Poste e Telegrafo, Società Italiana per il Gaz, Unione tipografica editrice).
 Si venne quindi a creare una sorta di quartiere finanziario esteso fino alla parallela via XX Settembre nel quale la Banca Commerciale Italiana (fondata a Milano nel 1894) decide di insediare la propria filiale torinese dopo avere rilevato nel 1897 il torinese Credito Industriale; gli spazi del Credito Industriale si rivelano però insufficienti e nel 1898 la direzione della Banca Commerciale procede quindi all'acquisto di due edifici di proprietà degli eredi Caramagna e di uno di proprietà dei marchesi Pallavicino Mossi al numero 9 di via Santa Teresa.
Acquisiti i terreni, la proprietà della Banca affida all'architetto Angelo Santonè la progettazione di un unico edificio a tre piani fuori terra che prenderà il posto degli edifici che vengono demoliti.

## Architettura originaria
Santonè progetta un edificio a due ordini che mantiene la signorilità degli antichi palazzi gentilizi della zona e dispone l'ingresso principale a smusso sull'angolo delle due vie coronandolo con un balcone d'onore sorretto da due cariatidi opera dello scultore torinese Cesare Reduzzi (1857-1911). I due piani principali seguono l'ordine corinzio architravato e sono ricchi di colonne e lesene.

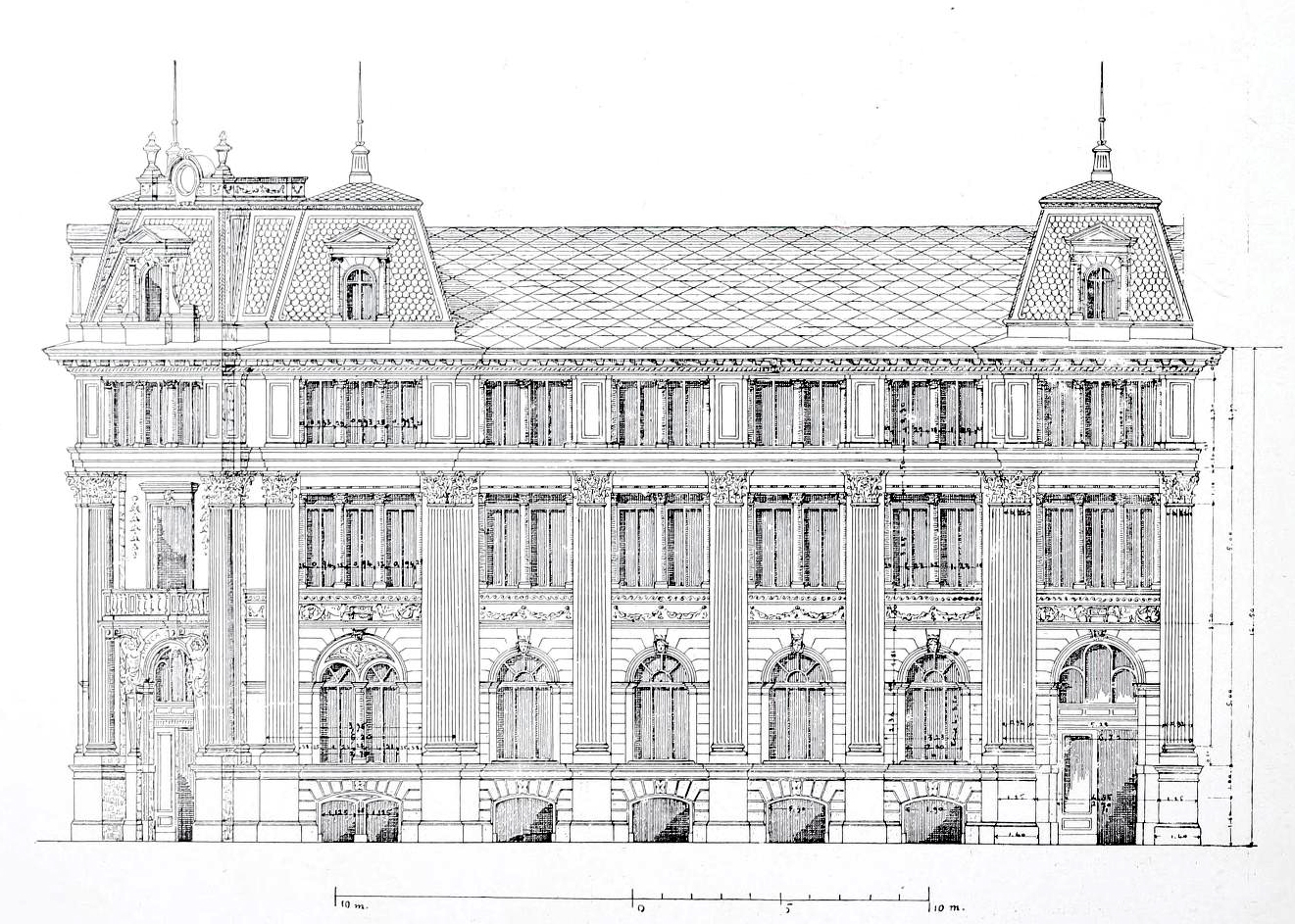
Prospetto sulla via Santa Teresa (1901)
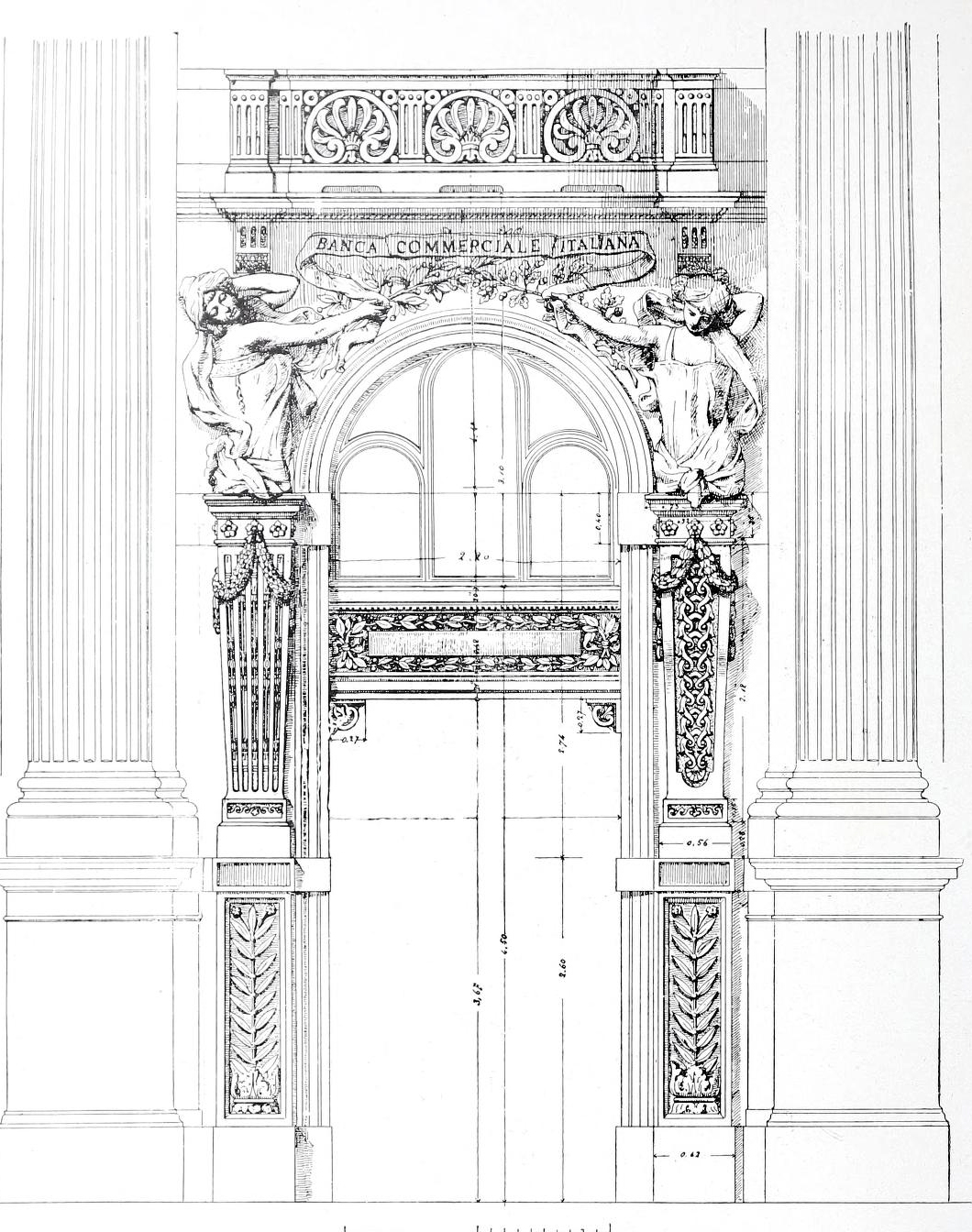
Palazzo della Banca Commerciale Italiana di Torino, ingresso principale
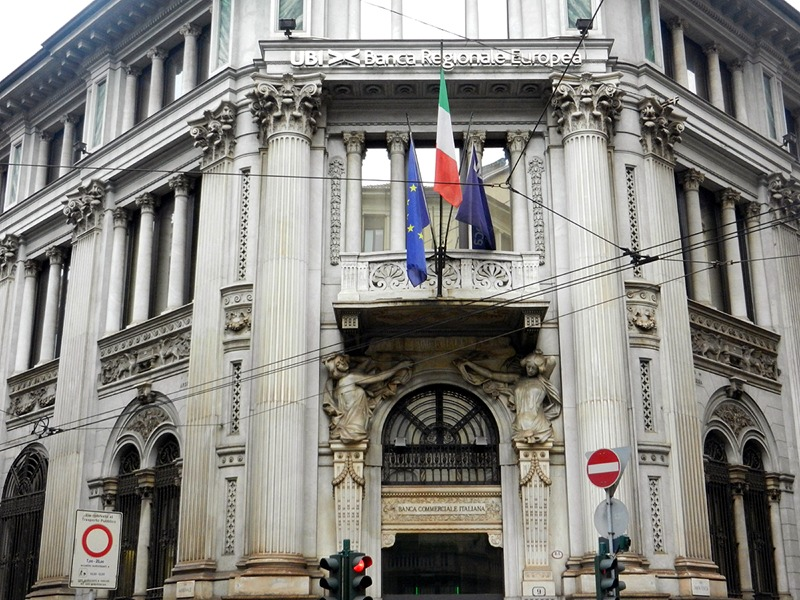
Veduta ingresso principale
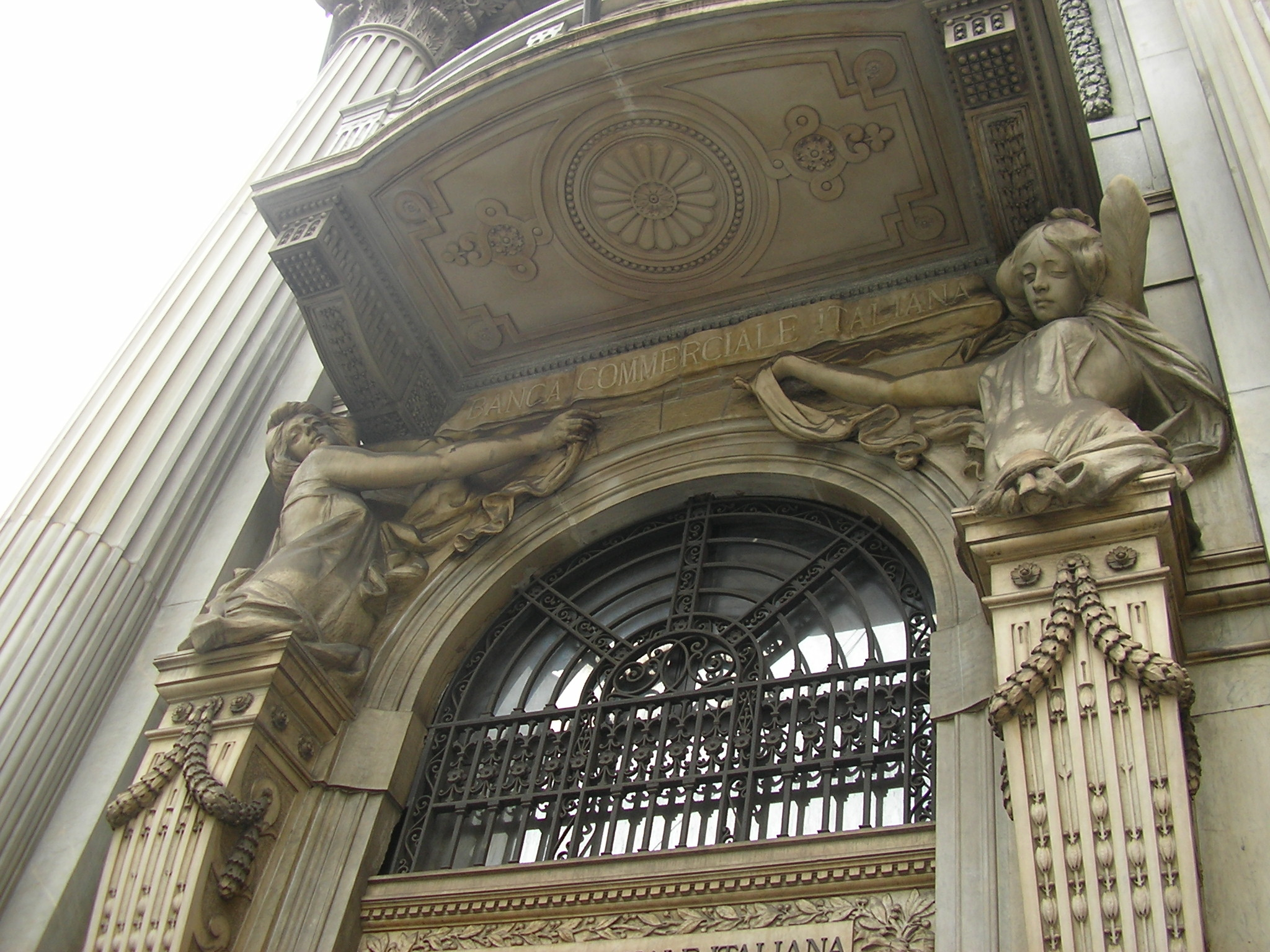
Cariatidi sull'ingresso principale